# Big Blue Bubble
Big Blue Bubble est un studio de développement de jeux vidéo canadien fondé en 2004 et basé à London (Ontario).

## Ludographie
La société a développé ou édité plus de 100 jeux parmi lesquels :
- 24: The Mobile Game
- Army Men: Soldiers of Misfortune
- Atomic Betty
- Burn the Rope
- Mage Knight: Destiny's Soldier
- My Singing Monsters